# Paul Ier d'Alexandrie
Paul Ier fut patriarche d'Alexandrie de 537 à 539.

## Carrière
Fin 536, le patriarche Théodose, monophysite disciple de Sévère d'Antioche, avait été convoqué à Constantinople par l'empereur Justinien. Il y fut déclaré hérétique et déposé, et ne put plus revenir à Alexandrie jusqu'à sa mort (566). Mais il continua d'être considéré comme le patriarche légitime par les monophysites « sévériens ».
Pour le remplacer, Justinien se passa de la procédure habituelle (trois candidats proposés à l'empereur par le clergé et les notables de la cité). Paul, higoumène du monastère des Tabennésiotes de Canope, se trouvait à Constantinople pour régler un conflit qui l'opposait à ses moines. Ancien monophysite, mais devenu partisan du concile de Chalcédoine, il est choisi par l'empereur pour remplacer Théodose. Avant même d'être intronisé, il adresse de Constantinople à toutes les églises d'Égypte une encyclique où il proclame sa foi chalcédonienne. Il est sacré par le patriarche de Constantinople, Mennas, en présence de représentants du pape et des patriarches d'Antioche et de Jérusalem. Après cette cérémonie pompeuse, fin 537, il est conduit à Alexandrie. Il est le premier patriarche « chalcédonien » de cette ville depuis 482.
Il arrive à Alexandrie imposé de l'extérieur, entouré d'une escorte de soldats ; il est accueilli par des insultes et des groupes d'émeutiers. Justinien, qui ne faisait pas de différence entre l'Église et l'État, lui avait conféré des pouvoirs spéciaux, le plaçant même au-dessus du préfet d'Égypte. De tempérament violent, Paul était décidé à recourir à la force armée.
Il commence par faire fermer tous les lieux de culte des monophysites à Alexandrie et à les faire garder par des soldats. Le déploiement de force dans la ville dissuade toute insurrection. Pendant un an, tous les chrétiens de foi monophysite sont privés d'offices et de sacrements. En 539, les clercs de cette tendance prennent une résolution lourde de conséquences : ils décident d'aménager des sanctuaires clandestins dans d'autres bâtiments, voire dans des sous-sols ; c'est le premier pas vers la séparation entre deux Églises.
Paul organise des « expéditions de conversion » dans le pays que Jean Maspero qualifie de « dragonnades ». Des paysans sont soumis à la torture et en meurent. Les couvents sont également soumis à de fortes pressions.
Mais Paul tombe rapidement, victime de sa violence aveugle, ou d'un complot. Il avait décidé de démettre de ses fonctions Élie, duc d'Égypte (c'est-à-dire commandant militaire de la province) : il le soupçonnait, étant d'ethnie égyptienne et parlant copte, d'avoir des sympathies monophysites. Un diacre d'Alexandrie nommé Psoïs a connaissance de cette décision et veut en informer Élie par une lettre écrite en copte. Cette lettre est interceptée et remise au patriarche, qui subodore un complot. Accusant Psoïs de prévarication, il le fait arrêter par le préfet Rhodon. Le diacre est soumis à la torture et il en meurt. Paul nia avoir ordonné de le faire torturer, mais Rhodon prétendit le contraire. Les fils de Psoïs se rendirent à Constantinople pour en appeler à la justice de l'empereur. Paul essaya d'étouffer l'affaire en distribuant de l'argent, ce qui aurait dû normalement réussir. Mais il est probable que Théodora, protectrice des monophysites, profita de l'affaire pour abattre Paul.
Le préfet Rhodon fut décapité. Paul fut exilé à Gaza, où des légats du pape et des patriarches d'Antioche et de Jérusalem vinrent le déposer. Ils le remplacèrent par un moine nommé Zoïle.